# فولتا لا ريوخا 2015
فولتا لا ريوخا 2015 (بالإسبانية: Vuelta a La Rioja 2015 )‏ هو سباق دراجات هوائية، وهو الموسم رقم 55 من نفس السباق، وأقيم في 5 أبريل 2015، وامتدّ لمسافة 166.3 كيلومتر، وهو أحد سباقات طواف أوروبا للدراجات 2015، وهو من نوع سباق يوم واحد، وقد شارك في السباق 113 متسابقاً ووصل إلى نهايته 60 متسابقاً.
فاز فيه بالمركز الأول كاليب إيوان، وبالمركز الثاني داريل إيمبي، وبالمركز الثالث Andrea Palini ‏، والفائز حسب ترتيب السرعة انجيل مادرازو، والفريق الفائز في ترتيب الفرق Orica-GreenEDGE 2015.

## الفرق
| فرق عالمية (2)- Movistar Team - Orica-GreenEDGE فرق قارية محترفة (2)- كاجا رورال-سيغوروس 2015 ‏ - تيم نوفو نورديسك ‏ فرق قارية (10)- Klein Constantia (cycling team) ‏ - برجس بي إتش 2015 ‏ - Inteja Dominican Cycling Team ‏ - Java–Partizan Pro Cycling Team ‏ - Lokosphinx ‏ - موسم يوسكادي مورياس 2015 ‏ - Rádio Popular–Paredes–Boavista ‏ - Skydive Dubai–Al Ahli Pro Cycling Team ‏ - ستارت سايكلنج تيم ‏ - W52–FC Porto ‏ فريق وطني- منتخب إسبانيا لسباق الدراجات على الطريق للرجال تحت 23 سنة 2015 ‏ |  |
| |  |

## الفائزون
| الترتيب       | الفائز          |
| ------------- | --------------- |
| الفائز        | كاليب إيوان     |
| الثاني        | داريل إيمبي     |
| الثالث        | Andrea Palini ‏  |
| تسلق الجبل    | كريستيان ماير   |
| سباقات السرعة | انجيل مادرازو   |
| أفضل شاب      | كاليب إيوان     |
| مجموعة        | انجيل مادرازو   |
| الفريق        | Orica-GreenEDGE |

## وصلات خارجية
- الموقع الرسمي
- فولتا لا ريوخا 2015 على موقع إحصائيات الدراجات الإحترافية (الإنجليزية)